# Jouhe
Jouhe és un municipi francès situat al departament del Jura i a la regió de Borgonya - Franc Comtat. L'any 2007 tenia 492 habitants.

## Demografia

### Població
El 2007 la població de fet de Jouhe era de 492 persones. Hi havia 182 famílies de les quals 40 eren unipersonals (16 homes vivint sols i 24 dones vivint soles), 53 parelles sense fills, 77 parelles amb fills i 12 famílies monoparentals amb fills.
La població ha evolucionat segons el següent gràfic:
Habitants censats

### Habitatges
El 2007 hi havia 216 habitatges, 183 eren l'habitatge principal de la família, 16 eren segones residències i 16 estaven desocupats. 199 eren cases i 17 eren apartaments. Dels 183 habitatges principals, 154 estaven ocupats pels seus propietaris, 25 estaven llogats i ocupats pels llogaters i 4 estaven cedits a títol gratuït; 1 tenia una cambra, 7 en tenien dues, 16 en tenien tres, 44 en tenien quatre i 115 en tenien cinc o més. 148 habitatges disposaven pel capbaix d'una plaça de pàrquing. A 65 habitatges hi havia un automòbil i a 103 n'hi havia dos o més.

### Piràmide de població
La piràmide de població per edats i sexe el 2009 era:
| Homes | Edats   | Dones |
| ----- | ------- | ----- |
| 0     | 95 o +  | 0     |
| 4     | 90 a 94 | 0     |
| 0     | 85 a 89 | 0     |
| 0     | 80 a 84 | 4     |
| 0     | 75 a 79 | 4     |
| 4     | 70 a 74 | 20    |
| 20    | 65 a 69 | 12    |
| 4     | 60 a 64 | 4     |
| 4     | 55 a 59 | 4     |
| 12    | 50 a 54 | 4     |
| 12    | 45 a 49 | 16    |
| 24    | 40 a 44 | 20    |
| 24    | 35 a 39 | 24    |
| 8     | 30 a 34 | 12    |
| 12    | 25 a 29 | 16    |
| 12    | 20 a 24 | 8     |
| 20    | 15 a 19 | 12    |
| 16    | 10 a 14 | 24    |
| 24    | 5 a 9   | 20    |
| 24    | 0 a 4   | 20    |

## Economia
El 2007 la població en edat de treballar era de 302 persones, 233 eren actives i 69 eren inactives. De les 233 persones actives 225 estaven ocupades (116 homes i 109 dones) i 8 estaven aturades (1 home i 7 dones). De les 69 persones inactives 24 estaven jubilades, 26 estaven estudiant i 19 estaven classificades com a «altres inactius».

### Ingressos
El 2009 a Jouhe hi havia 200 unitats fiscals que integraven 544 persones, la mediana anual d'ingressos fiscals per persona era de 17.960 €.

### Activitats econòmiques
Dels 6 establiments que hi havia el 2007, 3 eren d'empreses de construcció i 3 d'empreses de comerç i reparació d'automòbils.
Els 3 serveis als particulars que hi havia el 2009 eren lampisteries.
L'únic establiment comercial que hi havia el 2009 era una llibreria.

## Equipaments sanitaris i escolars
El 2009 hi havia una escola elemental integrada dins d'un grup escolar amb les comunes properes formant una escola dispersa.

## Poblacions més properes
El següent diagrama mostra les poblacions més properes.